# Martina Franca
Martina Franca é uma comuna italiana da região da Puglia, província de Taranto, com cerca de 47.023 habitantes. Estende-se por uma área de 295 km², tendo uma densidade populacional de 159 hab/km². Faz fronteira com Alberobello (BA), Ceglie Messapica (BR), Cisternino (BR), Crispiano, Grottaglie, Locorotondo (BA), Massafra, Mottola, Ostuni (BR), Villa Castelli (BR).

## Demografia
| Variação demográfica do município entre 1861 e 2011                               |
|                                                                                   |
| Fonte: Istituto Nazionale di Statistica (ISTAT) - Elaboração gráfica da Wikipedia |